# Oparanthus hivoanus
Oparanthus hivoanus là một loài thực vật có hoa trong họ Cúc. Loài này được (O.Deg. & Sherff) R.K.Shannon & W.L.Wagner mô tả khoa học đầu tiên năm 1997.